# ارمنخیلدو گارسیا
ارمنخیلدو گارسیا (اسپانیایی: Hermenegildo García‎؛ زادهٔ ۱۱ سپتامبر ۱۹۶۸) شمشیرباز اهل کوبا بود.
وی در مسابقات کشوری و بین‌المللی در مجموع برندهٔ ۱ مدال نقره شده‌است.